# Katholischer Schulverband Hamburg
Der Katholische Schulverband Hamburg war eine selbständige Körperschaft und der größte private Schulträger in der Freien und Hansestadt Hamburg. Er ging im Jahr 2007 aus dem seit 1962 bestehenden Verband der römisch-katholischen Kirchengemeinden in der Freien und Hansestadt Hamburg hervor. Dieser hatte bis zur Neugründung des Erzbistums Hamburg Kirchengemeinden und andere kirchliche Einrichtungen in dem zur Diözese Osnabrück gehörenden Stadtgebiet Hamburgs verwaltet, sich ab dem Jahr 1995 aber zunehmend auf die Trägerschaft der katholischen Schulen konzentriert. Ab diesem Zeitpunkt übernahm der Verband auch die Trägerschaft der katholischen Schulen südlich der Elbe; dieses Gebiet hatte zuvor zum Bistum Hildesheim gehört. Der Verband erhielt 2007 einen neuen Namen und eine neue Struktur. 2013 wurde diese Satzung in Details erneut geändert. Zum Jahresende 2016 wurde der Katholische Schulverband Hamburg aufgehoben sowie durch Übertragung sämtlicher Vermögensgegenstände und Verbindlichkeiten in das Erzbistum Hamburg integriert.
Während der Verband der römisch-katholischen Kirchengemeinden in der Freien und Hansestadt Hamburg von einem Vorstand mit dem Vorsitzenden an der Spitze geführt worden war, erhielt der Katholische Schulverband Hamburg 2007 einen Verwaltungsrat und einen Geschäftsführer, der die Bezeichnung Schuldezernent trug. Letzterer vertrat den Verband gerichtlich und außergerichtlich. Den Vorsitz im Verwaltungsrat übertrug der damalige Erzbischof Werner Thissen  Msgr. Peter Mies (1953–2023), dem bisherigen Verbandsvorsitzenden. Zum Schuldezernenten und Geschäftsführer wurde Hermann Vortmann ernannt, der bereits als Schuldezernent im bisherigen Verband tätig gewesen war. Dem Verwaltungsrat gehörte Ingeborg Knipper an, die von 2002 bis 2003 Leiterin des Amtes für Schule (seit 2003 Amt für Bildung) in der damaligen Hamburger Behörde für Bildung und Sport (BBS) war. Ebenfalls Mitglied des Verwaltungsrates war Hans-Jörg Schmidt-Trenz, seinerzeit Hauptgeschäftsführer der Handelskammer Hamburg.
Der Katholische Schulverband Hamburg war Träger von 21 Schulstandorten, die zum Teil Grundschule und Stadtteilschule kombinieren, zum Teil aber auch nur eine Schulform führen (Grundschule, Stadtteilschule oder Gymnasium). Über 700 Lehrkräfte unterrichteten an Hamburgs katholischen Schulen im Jahre 2010 etwa 9.500 Schüler. Die Schulen waren von gutem Ruf (z. B. Niels-Stensen-Gymnasium, Sankt-Ansgar-Schule und Sophie-Barat-Schule). Die Satzungsänderung vom 15. April 2016 kündigte allerdings einen Trägerwechsel für die katholischen Schulen in Hamburg an: Sie sollten vom Katholischen Schulverband Hamburg in die Trägerschaft des Erzbistums Hamburg übergehen. Dieser Trägerwechsel wurde mit Wirkung zum 1. Januar 2017 vollzogen.
Katholische Schulen gibt es in Hamburg seit über 150 Jahren; sie sind in der Regel als Gemeindeschulen entstanden, häufig gleichzeitig mit oder schon vor der Kirche gebaut. Mit zunehmendem Zustrom von katholischen Arbeitskräften im 19. und 20. Jahrhundert entstanden mit der Zeit im protestantischen Hamburg eigene katholische Gemeinden. Da es in den öffentlichen Schulen Hamburgs keinen katholischen Religionsunterricht gab, bauten sie ihre eigenen Schulen. Auch heute noch sind diese für katholische Zuwanderer von großem Interesse, so dass in manchen Standorten Migranten aus einer Vielzahl von Nationen beschult werden. Auf der Website der katholischen Schule St. Joseph in Wandsbek (Gründung im Jahre 1887) flattern z. B. Flaggen von 25 Nationen.